# زمین‌لرزه مه ۱۹۳۰ میانمار
زمین‌لرزه میانمار  در تاریخ ۵ مه ۱۹۳۰ میلادی، برابر با ‎۱۵ اردیبهشت ۱۳۰۹، ساعت ۱۳:۴۵:۵۹ به زمان یوتی‌سی در میانمار رخ داد. ژرفای این زلزله ۳۵ کیلومتر بود. بزرگی آن ۷٫۲ در مقیاس Mw اعلام شده‌است. زمین‌لرزه به وقت محلی در روز دوشنبه، ساعت ۱۹٫۵ روی داده و منطقه زمانی آن یوتی‌سی +۶٫۵ بوده‌است .
سازمان زمین‌شناسی آمریکا نیز جای این زمین‌لرزه را در مختصات ۱۷°۱۸′شمالی ۹۶°۳۰′شرقی / ۱۷٫۳°شمالی ۹۶٫۵°شرقی و بزرگی آنرا برابر با ۷٫۳ در مقیاس ریشتر اعلام کرده‌است. 
آتش در این زمین‌لرزه درگرفته‌است. سونامی نیز در این زلزله گزارش شده‌است.